# Марк Геренній
Марк Гере́нній (лат. Marcus Herennius; II—I століття до н. е.) — політичний, державний і військовий діяч Римської республіки, консул 93 року до н. е., оратор.

## Біографія
Був Homo novus, тому не мав когномену. Про його походження, дитячі роки відомостей немає. Проводив політичну діяльність, бо Цицерон схарактеризував його, як посереднього оратора, але з непоганою латиною. 
93 року до н. е. його було обрано консулом разом з Гаєм Валерієм Флакком. На виборах йому вдалося обійти Луція Марція Філіппа, який був кращим за нього оратором. Марк Геренній став таким чином першим з свого роду, хто добився найвищого магістрату Римської республіки — консульства. Згідно з джерелами того року значно збільшилися доставки ароматичної рослини сильфію з Киренаїки, що пояснюють добрими зв'язками Марка Гереннія з лівійськими купцями.   
З того часу про подальшу долю Марка Гереннія згадок немає.